# پاسخ‌های کوتاه به پرسش‌های بزرگ
پاسخ‌های کوتاه به پرسش‌های بزرگ (به انگلیسی: Brief Answers to the Big Questions) یک کتاب علمی عامه‌فهم است که توسط فیزیکدان استیون هاوکینگ نوشته شده  و توسط انتشارات هودر و استاتن و بنتمن بوک در ۱۶ اکتبر ۲۰۱۸ منتشر شده‌است. این کتاب به بررسی برخی از بزرگترین اسرار جهان و ترویج این دیدگاه که علوم در کمک به حل مشکلات در سیارهٔ زمین بسیار مهم است. ناشر این کتاب را «مجموعه ای از بازتاب‌های عمیق، قابل درک و به موقع از آرشیو شخصی اش» دانسته‌است و بر اساس یک بررسی کننده کتاب، بر اساس «نیم و یک میلیون یا بیشتر واژه» از مقالات خود، سخنرانی‌ها و سخنرانی‌های اصلی گردآوری گشته‌است. این کتاب در زمان فوت نویسنده در مارس ۲۰۱۸ ناقص بود، اما با «همکاران دانشگاهی، خانواده اش و دارایی استفن هاوکینگ» تکمیل شد. پیشگفتار این کتاب توسط ادی ردمین، بازیگر برنده اسکار فیلم نظریه همه‌چیز، مقدمه ای از کیپ تورن، فیزیکدان برنده جایزه نوبل؛ و یک پسگفتار توسط لوسی هاوکینگ نوشته شده‌است. بخشی از پول فروش صرف کمک به انجمن بیماری‌های حرکتی نورون و بنیاد استفان هاوکینگ می‌گردد.
انتشارات کوله پشتی با نام «پاسخ‌هایی مختصر به پرسش‌هایی بزرگ» و ترجمه‌ی امیرحسین فاضلی مقدم، انتشارات نقش و نگار با نام «پاسخ‌های کوتاه به پرسش‌های بزرگ» و ترجمه ی حسین صداقت، انتشارات مازیار با نام «پاسخ‌های کوتاه به پرسش‌های اساسی» و ترجمه ی جمیل آریایی و نشر نو با نام «پاسخهای کوتاه به پرسش‌های بزرگ» و ترجمه ی مزدا موحد، این کتاب را منتشر کرده اند. در دولت سیزدهم این کتاب با ترجمه یاسین قاسمی بجد تعلیق و رد مجوز شد.

## فهرست مطالب
این کتاب به چهار موضوع اصلی می‌پردازد: «چرا اینجا هستیم؟ آیا زنده می‌مانیم؟ آیا فناوری ما را نجات خواهد داد یا نابود خواهد کرد؟ چگونه می‌توانیم شکوفا شویم؟» و در هر فصل، به یکی از این پرسش‌ها اختصاص داده شده‌است: آیا خدا وجود دارد؟ همه‌چیز چگونه آغاز شد؟ درون سیاه‌چاله چیست؟ آیا می‌توان آینده را پیش‌بینی کرد؟ آیا سفر در زمان ممکن است؟ آیا بر روی زمین زنده خواهیم ماند؟ آیا حیات هوشمند فرازمینی در جهان وجود دارد؟ آیا باید فضا را استعمار کنیم؟ آیا هوش مصنوعی از ما پیشی خواهد گرفت؟ چگونه آینده را شکل می‌دهیم؟

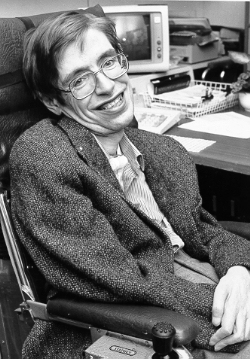
استیون هاوکینگ در مرکز آموزشی استارچایلد ناسا، دهه ۱۹۸۰

این کتاب به بسیاری از چالش‌های امروز می‌پردازد، از جمله بزرگ‌ترین تهدید برای سیاره زمین (یعنی «برخورد یک سیارک» مانند آنچه باعث انقراض دایناسورها در ۶۶ میلیون سال پیش شد ... و «ما هیچ دفاعی در برابر آن نداریم»)، تغییر اقلیم («افزایش دمای اقیانوس‌ها موجب ذوب یخ‌های قطبی و آزادسازی مقدار زیادی دی‌اکسید کربن می‌شود ... و باعث می‌شود اقلیم ما شبیه زهره شود، با دمایی در حدود ۲۵۰ درجه سلسیوس (۴۸۲ درجه فارنهایت)»)، تهدید جنگ هسته‌ای («در برهه‌ای از هزار سال آینده، جنگ هسته‌ای یا فاجعهٔ زیست‌محیطی زمین را نابود خواهد کرد»)، نیروگاه هسته‌ای («که می‌تواند انرژی پاک بدون آلودگی یا گرمایش جهانی به ما بدهد»)، توسعهٔ هوش مصنوعی («در آینده ممکن است هوش مصنوعی اراده‌ای مستقل از ما پیدا کند، که با ارادهٔ ما در تضاد باشد») و انسان‌ها («نژادی دست‌کاری‌شدهٔ ژنتیکی از ابر انسان‌ها، با حافظهٔ قوی‌تر و مقاومت بیشتر در برابر بیماری‌ها، ممکن است برای دیگران تهدیدآمیز باشد»).
کتاب همچنین به «پرسش‌های بزرگ» می‌پردازد، از جمله زندگی («در پنجاه سال آینده، ما منشأ پیدایش حیات را خواهیم فهمید و شاید کشف کنیم که آیا حیات فرازمینی در جایی از جهان وجود دارد»)، زمان («شما نمی‌توانید به زمانی پیش از مهبانگ بروید، زیرا زمانی پیش از مهبانگ وجود نداشت ... اگر مفهوم زمان فقط درون جهان ما معنا داشته باشد و جهان خودبه‌خود پدید آمده باشد ... و با آن، زمان نیز به وجود آمده باشد، بنابراین هیچ "قبل"ی برای بررسی وجود ندارد.» هاوکینگ در این باره از قیاس قطب جنوب استفاده می‌کند: همان‌گونه که در زمین چیزی فراتر از قطب جنوب نیست، پیش از مهبانگ نیز زمانی نبوده است). پس از بررسی ناهمگنی‌ها در تابش زمینه کیهانی که ماهوارهٔ WMAP آن را اندازه‌گیری کرد، کتاب نتیجه می‌گیرد که: «پس با دقت به نقشهٔ آسمان ریزموج نگاه کنید. این نقشه نقشهٔ اولیه همهٔ ساختارهای موجود در جهان است. ما حاصل نوسان‌های کوانتومی در جهان نخستین هستیم. خدا واقعاً تاس می‌ریزد.»
هاوکینگ همچنین معتقد بود که ممکن است جهان روزی به پایان برسد، یا با «فروپاشی کیهانی» یا «گسترش بیش از حد». و در این میان، «همهٔ ما مسافران زمان هستیم که با هم به آینده سفر می‌کنیم. اما بیایید آینده‌ای بسازیم که دلمان بخواهد به آن سفر کنیم»، احتمال سفر در زمان («پرسیدن اینکه آیا سفر در زمان ممکن است، پرسشی کاملاً جدی است که دانش کنونی ما آن را رد نمی‌کند»)، و خدا («دانستن ذهن خدا یعنی دانستن قوانین طبیعت ... پیش‌بینی من این است که ما تا پایان این قرن، ذهن خدا را خواهیم شناخت»؛ همچنین «اگر بخواهید، می‌توانید قوانین علم را "خدا" بنامید، اما این "خدا" یک خدای شخصی نیست که با او گفت‌وگو کنید ... با این حال، ساده‌ترین توضیح این است که خدایی وجود ندارد و برای زندگی پس از مرگ هیچ شاهد قابل اعتمادی در دست نیست، هرچند انسان‌ها می‌توانند از راه تأثیر اجتماعی و ژن‌هایشان به زندگی خود ادامه دهند»). دربارهٔ نیاز به وجود خدا برای آغاز مهبانگ، هاوکینگ می‌گوید: «قوانین طبیعت خود به ما می‌گویند که نه‌تنها ممکن است جهان بدون هیچ دخالتی و مانند یک پروتون ناگهان پدیدار شود، بلکه ممکن است هیچ علتی برای مهبانگ وجود نداشته باشد. هیچ‌چیز.»
هاوکینگ در کتاب می‌گوید که آموزش و علم «بیش از هر زمان دیگری در معرض خطرند»، و جوانان را ترغیب می‌کند: «به ستارهها نگاه کنید، نه به پاهایتان ... تلاش کنید بفهمید چه می‌بینید و دربارهٔ اینکه چه چیزی باعث وجود جهان شده‌است شگفت‌زده شوید ... مهم این است که تسلیم نشوید. تخیلتان را آزاد کنید. آینده را بسازید.»

## نقدها

طرح جلد چاپ نخست (شومیز)

مارسلو گلیزر، فیزیک‌دان، در نقدی برای ان‌پی‌آر نوشت: «استیون هاوکینگ از آن چهره‌های نادری است که زندگی‌اش نماد بهترینِ آن چیزی است که انسانیت می‌تواند ارائه دهد... [این کتاب از جمله آثاری است] که هر فرد اندیشمندی که نگران آیندهٔ بشریت است باید بخواند... اگر یک موضوع متحدکننده در سراسر کتاب وجود داشته باشد، ایمان عمیق هاوکینگ به توانایی علم در حل بزرگ‌ترین مسائل بشری است... پاسخ‌های او به پرسش‌های بزرگ، باورش به عقلانیت طبیعت و توانایی ما در کشف رازهای آن را نشان می‌دهد. خوش‌بینی‌اش در هر صفحه موج می‌زند... گرچه هاوکینگ به منشأ جهان، فیزیک سیاه‌چاله‌ها و برخی دیگر از موضوعات مورد علاقه‌اش می‌پردازد، دغدغهٔ اصلی‌اش در این کتاب فیزیک نیست، بلکه بشریت و آیندهٔ جمعی آن است... او در کتاب بر سه پرسش مرتبط تمرکز می‌کند: آیندهٔ سیاره‌مان، استعمار سیارات دیگر، و ظهور هوش مصنوعی – و راهبرد خود برای نجات ما از خودمان را ترسیم می‌کند... هاوکینگ استدلال می‌کند که تنها علم می‌تواند ما را از اشتباهات‌مان نجات دهد... او باور دارد که رسالت تکاملی بشریت، گسترش در کهکشان به‌عنوان نوعی باغبان کیهانی است که در مسیر خود بذر حیات می‌کارد. او باور دارد که رابطه‌ای مثبت با ماشین‌های هوشمند خواهیم ساخت و با همکاری آن‌ها، سرنوشت کنونی جهان و گونهٔ انسانی را بازطراحی خواهیم کرد.»
به‌نوشتهٔ تیم ردفورد، ویراستار علمی برنده جایزه، در نشریهٔ گاردین، کتاب هاوکینگ «به‌راحتی آموزنده، جذب‌کننده، به‌روز، و در جای خود، شوخ‌طبع است». ردفورد از هاوکینگ نقل می‌کند: «اگر کل جهان به هیچ بیانجامد، دیگر نیازی به خدا برای آفرینش آن ندارید. جهان، ناهار مجانی نهایی است»؛ «بدترین اشتباه ما در تاریخ» [اگر هوش مصنوعی را دست‌کم بگیریم]؛ «آیندهٔ ما رقابتی است میان قدرت روزافزون فناوری و خردی که با آن از آن استفاده می‌کنیم. باید کاری کنیم که خرد پیروز شود» و «اگر قرار است انسانیت یک میلیون سال دیگر هم ادامه یابد، آیندهٔ ما در آن است که جسورانه به جایی برویم که هیچ‌کس پیش‌تر نرفته [از راه اکتشاف فضایی سرنشین‌دار بیشتر]». ردفورد می‌نویسد: «کسانی که خواهان آموزش خوب برای همگان، نظام سلامت ملی با بودجه مناسب، و سرمایه‌گذاری جدی در پژوهش هستند، او را دوباره به‌عنوان دوستی خواهند یافت.»
آبیگیل هیگینز، منتقد در وبگاه Vox، یادآور می‌شود که هاوکینگ در این کتاب «شوخ‌طبع و خوش‌بین است، حتی هنگامی که هشدار می‌دهد هوش مصنوعی احتمالاً از ما پیشی خواهد گرفت، ثروتمندان ممکن است به گونه‌ای مافوق بشر تبدیل شوند، و سیاره در حال حرکت به‌سوی غیرقابل سکونت‌شدن کامل است... این کتاب در نهایت، داوری‌ای است دربارهٔ آیندهٔ بشریت. در نگاه نخست، حکم این است که ما محکوم به فنا هستیم. اما اگر عمیق‌تر نگاه کنیم، چیز دیگری هم در آن هست: ایمانی که خرد انسانی و نوآوری می‌تواند نابودی ما را متوقف کند، حتی وقتی خودمان به‌طور وسواس‌گونه‌ای در حال تحقق آن هستیم.»
بر پایهٔ نقد ماتین دورانین، روزنامه‌نگار علمی و سردبیر کنونی مجلهٔ Physics World، «هاوکینگ همهٔ ایده‌های بزرگی را که انتظار می‌رود در یکی از کتاب‌هایش بیاید، مرور می‌کند: نسبیت عام، مه‌بانگ، تورم کیهانی، پیدایش کهکشان‌ها، امواج گرانشی... این کتاب همچون مانیفست هاوکینگ باقی خواهد ماند. خوش‌بینانه، شاداب و آینده‌نگرانه، و علمی‌بودن و درک علمی را حیاتی برای آیندهٔ بشریت می‌داند.»

## انتقادها
به‌نوشتهٔ جان هوگان، روزنامه‌نگار علمی در وال‌استریت ژورنال، هاوکینگ در این کتاب، نظریه ریسمان را به‌عنوان روشی برای توضیح «نظریه همه‌چیز» (که او پیش‌بینی می‌کند تا «پایان این قرن» حل شود) ترجیح می‌دهد و بر پایهٔ مکانیک کوانتومی، خلأ را پر از ذرات مجازی می‌داند که «پدید می‌آیند و از میان می‌روند»، و پیشنهاد می‌دهد که کل جهان ما یکی از همین ذرات بوده که آغاز شده است؛ همچنین او کیهان ما را «فقط یک حباب کوچک در اقیانوسی بی‌پایان، یا همان چندجهانی» می‌داند. در این باره، هوگان به نگرانی سابینه هوسنفیلدر، فیزیک‌دان آلمانی، در کتاب ۲۰۱۸ خود گم‌شده در ریاضیات: چگونه زیبایی، فیزیک را به‌انحراف می‌برد اشاره می‌کند که «فیزیک‌دانانی که روی ریسمان‌ها و چندجهانی‌ها کار می‌کنند، در واقع دیگر مشغول فیزیک نیستند» و از قول هوسنفیلدر می‌نویسد: «دیگر مطمئن نیستم آنچه ما در بنیادهای فیزیک انجام می‌دهیم، علم باشد».
با این حال، افرَت لیونی، در نوشته‌ای برای Quartz، به باور هاوکینگ اشاره می‌کند که قوانین طبیعت به‌تنهایی برای توضیح پیدایش جهان در مهبانگ کفایت می‌کنند و نیازی به عمل آفرینش از سوی خدا نیست.
جان کریستین، در مقاله‌ای برای Futurism که در Science Alert منتشر شده، یادآور می‌شود که هاوکینگ در این کتاب پیش‌بینی‌های متعددی از جمله دربارهٔ ویرایش ژن (CRISPR), هوش مصنوعی و دین مطرح می‌کند که برخی از آن‌ها مورد پذیرش کامل همهٔ کارشناسان نیستند.
همچنین، زایان گوئدیم در وبگاه EdgyLabs می‌نویسد: «این کتاب گردآوری نهایی از همهٔ آثار این دانشمند بزرگ نیست و کشفیات تازه‌ای نیز ارائه نمی‌کند. اما اهمیت آینده، 'پرسش‌های بزرگ' و نیاز فزایندهٔ مراقبت از سیاره‌مان را به ما یادآور می‌شود.»

## برای مطالعهٔ بیشتر
- پاسخهای کوتاه به سوالات بزرگ - شرح مختصر
- پاسخ‌های کوتاه به سوالات بزرگ - اخبار بیشتر
- کتابهای استفن هاوکینگ